# Rochus Haas
Rochus Haas (* 14. August 1837 in der Region Stainz; † 22. April 1903 in Wien) war ein österreichischer Bildhauer.

## Leben
Rochus Haas wurde als zehntes von elf Kindern der Eheleute Alois Haas und Anna Haas, geborene Triebl, geboren. Die Familie wohnte in Karbach 20, vulgo Kreuzjagl in der Gemeinde Stainz bei Straden in der Steiermark. Haas zeigte bereits als Hirtenbub Talent zum Schnitzen, ging in Graz bei einem Bildschnitzer in die Lehre und ging 1856 nach Wien, brach aber sein Studium an der Akademie der Bildenden Künste Wien rasch ab. Ein Stipendium des Landes Steiermark ermöglichte ihm ein zweijähriges Studium in München bei Joseph Knabl an der Akademie der Bildenden Künste München.

## Werke

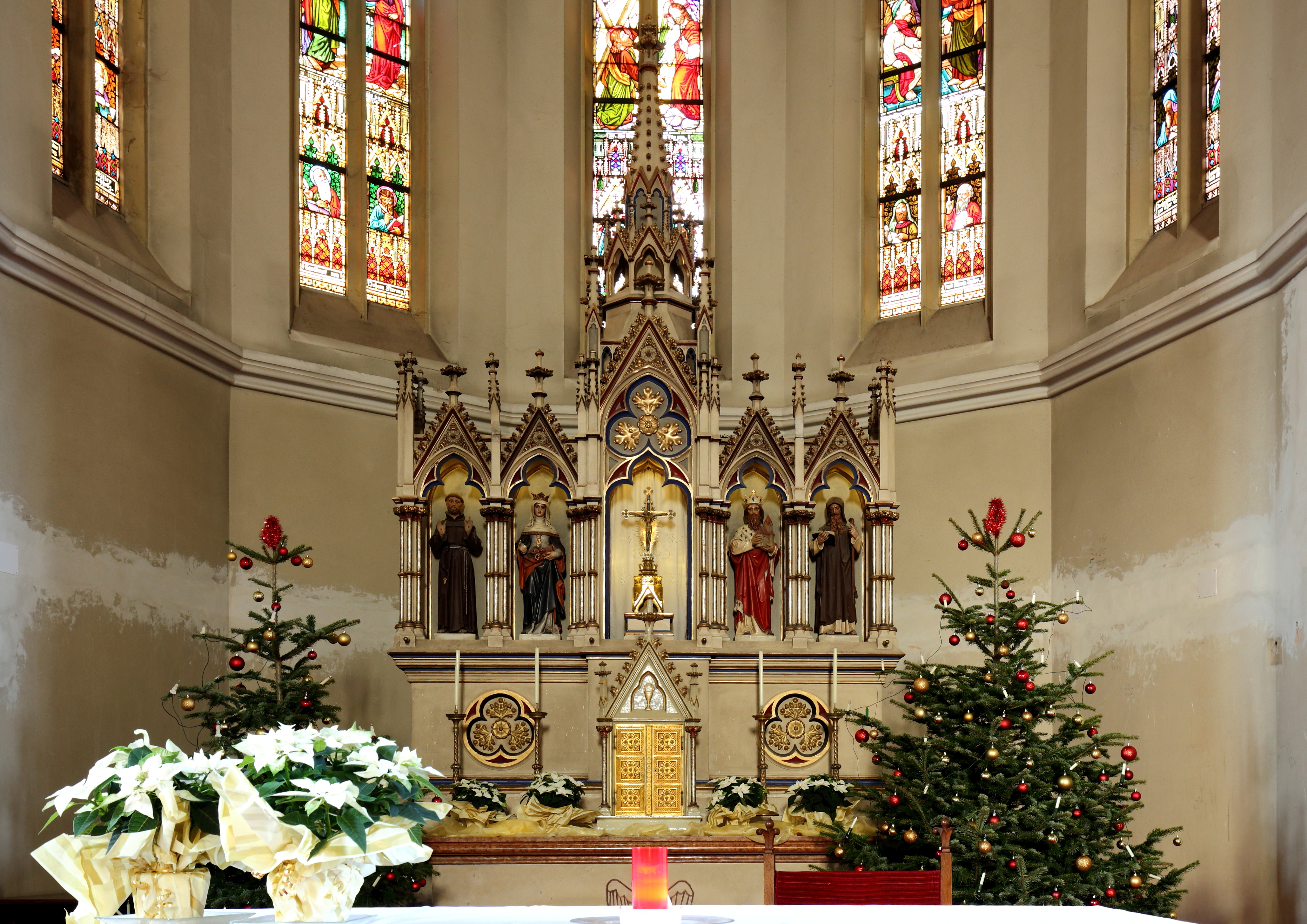
Hochaltar der Hütteldorfer Pfarrkirche (1881/82)

- um 1863: Gnom aus Sandstein im Stiegenhaus Graz, Stempfergasse 1
- 1866: Kreuzweg der Pfarrkirche Bad Gleichenberg, Steiermark
- 1881–1882: Hochaltar, Seitenaltäre und Kreuzweg für Hütteldorfer Pfarrkirche, Wien
- 1884–1890: Hochaltar, Tympanonbild, Kanzel und Kreuzweg in der Dominikanerkirche Friesach, Kärnten
- 1888: Immaculatastatue und flankierende Figuren in der Klosterkirche der Schulbrüder in Strebersdorf, Wien
- 1892: Rosenkranzweg hinter der Pfarrkirche Weinhaus, Wien
- 1894: Kreuzigungsgruppe am Kalvarienberg, Kalvarienbergkirche in Hernals, Wien
- 1898: Pieta und mehrere Figuren an der Marienkirche in Hernals, Wien
- 1901: Missionskreuz in der Pfarrkirche Gersthof, Wien
- 1902: Kreuzweg der Breitenseer Pfarrkirche – Modelle für Zinkreliefs der Kreuzwegstationen.